# 郝為真
郝 為真（かく いしん）は清末民初の太極拳の指導者。武式太極拳の第三代伝人。武式太極拳中興の祖。本名は郝和。為真は字。永年省立十三中学武術教授。子に、郝月如がいた。
幼少より武術を好み、始めは洪拳を学ぶ。李経綸（亦畬）より、武式太極拳を学び研鑽し、その技と理論を伝授される。郝為真は、その後も日々練習を重ね、独自の工夫を加えた。そのため開合太極拳とも呼ばれる。
郝月如のほか、主要な弟子には孫禄堂、李保玉、李聖端、李福蔭、韓欽賢、張振宗などがいた。
武禹襄と李経綸はともに永年の旧家で、儒生自居の生活をし、その技と理論を公開することはなかった。
1912年（民国元年）に、郝為真は親友の楊健侯を訪ねて北京に出向いた時、形意拳と八卦掌の孫禄堂と出会い弟子に加える。
李経綸より太極拳譜の「老三本」の一本を授かる。『廉讓堂太極拳譜』（1882年）